# Arnolds Sicherheit
Das Unternehmen Arnolds Sicherheit GmbH war ein deutscher Sicherheitsdienstleister.

## Geschichte
1965 wurde das Unternehmen mit Sitz in Essen als „Wachdienst Arnolds“ von der Familie Arnolds gegründet und 1982 in eine GmbH umgewandelt. Hauptaktivität waren Sicherheitsdienstleistungen für bekannte Sportvereine wie Schalke 04 oder VfL Bochum. In den 1970er Jahren kamen Sicherungsposten und ein Separatwachdienst dazu.
1992 übernahm Hans Musebrink mit seinem Sohn Mark Musebrink das Unternehmen. Er benannte das Unternehmen in Arnolds Sicherheit GmbH um und begann mit der Expansion. Das traditionsreichste Unternehmen innerhalb des Firmenverbundes war die Westfälische Wachgesellschaft Hamm, die 1924 gegründet wurde. Sie kam 1996 zur Arnoldsgruppe, zusammen mit der WESTFALIA Geld- und Werttransport, ebenfalls aus Hamm.
Ein dreister Diebstahl eines ehemaligen Mitarbeiters im September 2001 mit einem Schaden von über 1,3 Millionen DM sorgte damals für negative Schlagzeilen, da dieser Mitarbeiter trotz erheblicher Vorstrafen problemlos eine Anstellung als Geldtransportfahrer erhielt.
Das Unternehmen geriet Ende August 2006 erneut in die Schlagzeilen, nachdem erhebliche Unterschlagungen der Geschäftsführer bekannt wurden. Im Ermittlungsverfahren der Staatsanwaltschaft wurde festgestellt, dass Hans Musebrink und Mark Musebrink bereits seit dem Jahr 2000 Kundengelder veruntreuten. Der Versicherer des Unternehmens wurde auf rund 24 Millionen Euro in Anspruch genommen und lehnte die Regulierung des Schadens ab, da die Geschäftsführer bei Abschluss der Versicherungsverträge im Jahr 2005 bereits getäuscht hätten. Kunden der Geld- und Wert-Dienstleistungen des Unternehmens erhielten in der Mehrzahl keine Entschädigung. Im Jahr 2006 wurden in dem Unternehmen 2.300 Personen beschäftigt. Am 27. Februar 2007 begann vor dem Landgericht Essen der Prozess gegen die ehemaligen Geschäftsführer. Hans und Mark Musebrink wurden zu je fünf Jahren und neun Monaten Freiheitsentzug verurteilt. Beiden wurde nachgewiesen, Kundengelder entnommen zu haben, um davon Betriebsausgaben zu bestreiten. Ein Mitgeschäftsführer erhielt vier Jahre Freiheitsentzug. Das Unternehmen geriet in die Insolvenz und wurde vom Insolvenzverwalter, dem Essener Rechtsanwalt Otto Rolf Neukirchen, aufgelöst.